# UPGMA
UPGMA (unweighted pair group method with arithmetic mean) (em português: método de grupo de pares não ponderados com média aritmética) é um método de agrupamento hierárquico aglomerativo (de baixo para cima) simples. Existe também uma variante ponderada, WPGMA, e os dois métodos são geralmente atribuídos a Sokal e Michener.
Observe-se que ser não ponderado indica que todas as distâncias contribuem igualmente para cada média calculada e não se referindo portanto, à matemática através da qual é obtida. Assim, a média simples no WPGMA produz um resultado ponderado e a média proporcional no UPGMA produz um resultado não ponderado ( veja o exemplo prático ).

## Algoritmo
O algoritmo UPGMA constrói uma árvore com raiz ( dendrograma ) que reflete a estrutura presente numa matriz de similaridade de pares (ou uma matriz de dissimilaridade ). Em cada etapa, os dois clusters mais próximos são combinados em um cluster de nível superior. A distância entre quaisquer dois clusters {\displaystyle {\mathcal {A}}} e {\displaystyle {\mathcal {B}}}, cada um de tamanho ( ou seja, cardinalidade ) {\displaystyle {|{\mathcal {A}}|}} e {\displaystyle {|{\mathcal {B}}|}}, é considerada a média de todas as distâncias {\displaystyle d(x,y)} entre pares de objetos {\displaystyle x} em {\displaystyle {\mathcal {A}}} e {\displaystyle y} em {\displaystyle {\mathcal {B}}}, ou seja, a distância média entre os elementos de cada cluster:
{\displaystyle {1 \over {|{\mathcal {A}}|\cdot |{\mathcal {B}}|}}\sum _{x\in {\mathcal {A}}}\sum _{y\in {\mathcal {B}}}d(x,y)}
Por outras palavras, em cada etapa de agrupamento, a distância atualizada entre os clusters unidos {\displaystyle {\mathcal {A}}\cup {\mathcal {B}}} e um novo cluster {\displaystyle X} é dada pela média proporcional das distâncias {\displaystyle d_{{\mathcal {A}},X}} e {\displaystyle d_{{\mathcal {B}},X}}:
{\displaystyle d_{({\mathcal {A}}\cup {\mathcal {B}}),X}={\frac {|{\mathcal {A}}|\cdot d_{{\mathcal {A}},X}+|{\mathcal {B}}|\cdot d_{{\mathcal {B}},X}}{|{\mathcal {A}}|+|{\mathcal {B}}|}}}
O algoritmo UPGMA produz dendrogramas com raiz e assume uma taxa constante, ou seja, assume uma árvore ultramétrica na qual as distâncias da raiz até ao fim de cada ramo são iguais. Quando as pontas são dados moleculares ( ou seja, DNA, RNA e proteína ) amostrados ao mesmo tempo, a suposição de ultrametricidade torna-se equivalente a assumir um relógio molecular.

## Exemplo prático
Este exemplo prático é baseado numa matriz de distâncias genética JC69 calculada a partir do alinhamento da sequência de RNA ribossômico 5S de cinco bactérias: Bacillus subtilis ( {\displaystyle a} ), Bacillus stearothermophilus ( {\displaystyle b} ), Lactobacillus viridescens ( {\displaystyle c} ), Acholeplasma modicum ( {\displaystyle d} ) e Micrococcus luteus ( {\displaystyle e} ).

### Primeiro passo
- Primeiro agrupamento

Assumindo que temos cinco elementos {\displaystyle (a,b,c,d,e)} e a seguinte matriz {\displaystyle D_{1}} de distâncias em pares entre eles:
|   | a  | b  | c  | e  | e  |
| - | -- | -- | -- | -- | -- |
| a | 0  | 17 | 21 | 31 | 23 |
| b | 17 | 0  | 30 | 34 | 21 |
| c | 21 | 30 | 0  | 28 | 39 |
| e | 31 | 34 | 28 | 0  | 43 |
| e | 23 | 21 | 39 | 43 | 0  |

Neste exemplo, {\displaystyle D_{1}(a,b)=17} é o menor valor de {\displaystyle D_{1}}, então juntamos os elementos {\displaystyle a} e {\displaystyle b} .
- Estimativa do comprimento do primeiro ramo

De ressaltar que {\displaystyle u} denota o nó ao qual {\displaystyle a} e {\displaystyle b} estão agora conectados. Com {\displaystyle \delta (a,u)=\delta (b,u)=D_{1}(a,b)/2} é garantido que os elementos {\displaystyle a} e {\displaystyle b} são equidistantes de {\displaystyle u} . Isto corresponde à expectativa da hipótese de ultrametricidade. Os ramos que unem {\displaystyle a} e {\displaystyle b} a {\displaystyle u} têm então comprimentos {\displaystyle \delta (a,u)=\delta (b,u)=17/2=8.5} ( veja o dendrograma final )
- Primeira atualização da matriz de distâncias

Em seguida, procedemos à atualização da matriz de distâncias inicial {\displaystyle D_{1}} para uma nova matriz de distância {\displaystyle D_{2}} (veja abaixo), reduzida em tamanho por uma linha e uma coluna devido ao agrupamento de {\displaystyle a} com {\displaystyle b} . Valores em negrito em {\displaystyle D_{2}} correspondem às novas distâncias, calculadas pela média das distâncias entre cada elemento do primeiro par {\displaystyle (a,b)} e cada um dos elementos restantes:
{\displaystyle D_{2}((a,b),c)=(D_{1}(a,c)\times 1+D_{1}(b,c)\times 1)/(1+1)=(21+30)/2=25.5}
{\displaystyle D_{2}((a,b),d)=(D_{1}(a,d)+D_{1}(b,d))/2=(31+34)/2=32.5}
{\displaystyle D_{2}((a,b),e)=(D_{1}(a,e)+D_{1}(b,e))/2=(23+21)/2=22}
Valores em itálico em {\displaystyle D_{2}} não são afetados pela atualização da matriz, já que correspondem a distâncias entre elementos não envolvidos no primeiro cluster.

### Segundo passo
- Segundo agrupamento

Os três passos anteriores são então repetidos, começando agora com a nova matriz de distâncias {\displaystyle D_{2}}
|       | (a,b) | c    | e    | e  |
| ----- | ----- | ---- | ---- | -- |
| (a,b) | 0     | 25,5 | 32,5 | 22 |
| c     | 25,5  | 0    | 28   | 39 |
| e     | 32,5  | 28   | 0    | 43 |
| e     | 22    | 39   | 43   | 0  |

Aqui, {\displaystyle D_{2}((a,b),e)=22} é o menor valor de {\displaystyle D_{2}}, então juntamos o cluster {\displaystyle (a,b)} e o elemento {\displaystyle e} .
- Estimativa do comprimento do segundo ramo

Com {\displaystyle v} a denotar o nó pelo qual {\displaystyle (a,b)} e {\displaystyle e} estão agora conectados. Devido à restrição de ultrametricidade, os ramos que unem {\displaystyle a} ou {\displaystyle b} a {\displaystyle v}, e {\displaystyle e} a {\displaystyle v} são iguais e têm o seguinte comprimento: {\displaystyle \delta (a,v)=\delta (b,v)=\delta (e,v)=22/2=11}
Deduzimos o comprimento do ramo restante: {\displaystyle \delta (u,v)=\delta (e,v)-\delta (a,u)=\delta (e,v)-\delta (b,u)=11-8.5=2.5} ( veja o dendrograma final )
- Atualização da matriz de segunda distância

Em seguida, procedemos à atualização {\displaystyle D_{2}} em uma nova matriz de distância {\displaystyle D_{3}} (veja abaixo), reduzida em tamanho por uma linha e uma coluna devido ao agrupamento de {\displaystyle (a,b)} com {\displaystyle e}. Valores em negrito em {\displaystyle D_{3}} correspondem às novas distâncias, calculadas pela média proporcional:
{\displaystyle D_{3}(((a,b),e),c)=(D_{2}((a,b),c)\times 2+D_{2}(e,c)\times 1)/(2+1)=(25.5\times 2+39\times 1)/3=30}
Graças a esta média proporcional, o cálculo desta nova distância tem em conta o maior tamanho do cluster {\displaystyle (a,b)} (dois elementos) em relação a {\displaystyle e} (um elemento). Da mesma forma:
{\displaystyle D_{3}(((a,b),e),d)=(D_{2}((a,b),d)\times 2+D_{2}(e,d)\times 1)/(2+1)=(32.5\times 2+43\times 1)/3=36}
A média proporcional, portanto, dá peso igual às distâncias iniciais da matriz {\displaystyle D_{1}}. Esta é a razão pela qual o método não é ponderado, não devido ao procedimento matemático, mas em relação às distâncias iniciais.

### Terceiro passo
- Terceiro agrupamento

Reiteramos novamente os três passos anteriores, partindo da matriz de distância atualizada {\displaystyle D_{3}} .
|           | ((a,b),e) | c  | e  |
| --------- | --------- | -- | -- |
| ((a,b),e) | 0         | 30 | 36 |
| c         | 30        | 0  | 28 |
| e         | 36        | 28 | 0  |

Aqui, {\displaystyle D_{3}(c,d)=28} é o menor valor de {\displaystyle D_{3}}, então juntamos os elementos {\displaystyle c} e {\displaystyle d} .
- Estimativa do comprimento do terceiro ramo

Com {\displaystyle w} a denotar o nó ao qual {\displaystyle c} e {\displaystyle d} estão agora conectados, os ramos que unem {\displaystyle c} e {\displaystyle d} a {\displaystyle w} têm então comprimentos {\displaystyle \delta (c,w)=\delta (d,w)=28/2=14} ( veja o dendrograma final )
- Atualização da matriz de terceira distância

Apenas uma entrada precisa de ser atualizada, considerando que os dois elementos {\displaystyle c} e {\displaystyle d} contribuem cada um com {\displaystyle 1} para o cálculo da média:
{\displaystyle D_{4}((c,d),((a,b),e))=(D_{3}(c,((a,b),e))\times 1+D_{3}(d,((a,b),e))\times 1)/(1+1)=(30\times 1+36\times 1)/2=33}

### Etapa final
A final {\displaystyle D_{4}} matriz é:
|           | ((a,b),e) | (cd) |
| --------- | --------- | ---- |
| ((a,b),e) | 0         | 33   |
| (cd)      | 33        | 0    |

Então juntamos os grupos {\displaystyle ((a,b),e)} e {\displaystyle (c,d)} .
{\displaystyle r} denota o nó (raiz) ao qual {\displaystyle ((a,b),e)} e {\displaystyle (c,d)} estão agora conectados. Os ramos que unem {\displaystyle ((a,b),e)} e {\displaystyle (c,d)} a {\displaystyle r} têm então comprimentos:
{\displaystyle \delta (((a,b),e),r)=\delta ((c,d),r)=33/2=16.5}
Deduzimos os dois comprimentos de ramificação restantes:
{\displaystyle \delta (v,r)=\delta (((a,b),e),r)-\delta (e,v)=16.5-11=5.5}
{\displaystyle \delta (w,r)=\delta ((c,d),r)-\delta (c,w)=16.5-14=2.5}

### O dendrograma UPGMA
O dendrograma está agora completo. É ultramétrico porque todas as pontas ( {\displaystyle a} a {\displaystyle e} ) são equidistantes de {\displaystyle r}:
{\displaystyle \delta (a,r)=\delta (b,r)=\delta (e,r)=\delta (c,r)=\delta (d,r)=16.5}
O dendrograma tem portanto {\displaystyle r} como raiz, o seu nó mais basal.

### Comparação com outras ligações
Esquemas de ligação alternativos incluem agrupamento de ligação simples, agrupamento de ligação completa e agrupamento de ligação média WPGMA . Implementar uma ligação diferente é simplesmente uma questão de usar uma fórmula diferente para calcular distâncias entre clusters durante as etapas de atualização da matriz de distâncias do algoritmo acima. O agrupamento de ligação completa evita uma desvantagem do método alternativo de agrupamento de ligação única - o chamado fenômeno de encadeamento, onde os agrupamentos formados por meio do agrupamento de ligação única podem ser forçados a unir-se devido a elementos individuais estarem próximos uns dos outros, mesmo que muitos dos elementos em cada agrupamento possam estar muito distantes uns dos outros. A ligação completa tende a encontrar aglomerados compactos de diâmetros aproximadamente iguais.
|                           |                             |                                   |                                    |
| Single-linkage clustering | Complete-linkage clustering | Average linkage clustering: WPGMA | Average linkage clustering: UPGMA. |

## Usos
- Em ecologia, é um dos métodos mais populares para a classificação de unidades de amostragem (como parcelas de vegetação) com base na sua semelhança em variáveis descritivas relevantes (como a sua composição de espécies).[7] Por exemplo, tem sido usado para compreender a interação trófica entre bactérias marinhas e protistas.[8]
- Em bioinformática, o UPGMA é usado na criação de árvores fenéticas (fenogramas). O UPGMA foi inicialmente projetado para uso em estudos de eletroforese de proteínas, mas atualmente é mais frequentemente usado para produzir árvores-guia para algoritmos mais sofisticados. Este algoritmo é usado, por exemplo, em procedimentos de alinhamento de sequências, pois propõe uma ordem na qual as sequências serão alinhadas. Na verdade, a árvore guia visa agrupar as sequências mais semelhantes, independentemente da sua taxa evolutiva ou afinidades filogenéticas, e é exatamente esse o objetivo do UPGMA[9]
- Em filogenética, o UPGMA assume uma taxa constante de evolução ( hipótese do relógio molecular ) e que todas as sequências foram amostradas ao mesmo tempo, e não é um método bem conceituado para inferir relacionamentos, a menos que essa suposição tenha sido testada e justificada para o conjunto de dados usado. Observe que, mesmo sob um "relógio estrito", sequências amostradas em momentos diferentes não devem levar a uma árvore ultramétrica.

## Complexidade temporal
Uma implementação trivial do algoritmo para construir a árvore UPGMA tem {\displaystyle O(n^{3})} complexidade temporal e usar um heap para cada cluster para manter suas distâncias de outro cluster reduz seu tempo para {\displaystyle O(n^{2}\log n)} . Fionn Murtagh apresentou um {\displaystyle O(n^{2})} algoritmo de tempo e espaço.